# U.S. Route 101
U.S Route 101 (också kallad U.S. Highway 101 eller med förkortningen  US 101) är en landsväg i USA. Den är även känd som El Camino Real (spanska för "kungsvägen"), är en väg som går i nord-sydlig riktning genom delstaterna Washington, Oregon och Kalifornien.
Vägen löper nära kusten längs stora delar av sträckan och går bland annat över Golden Gate-bron i San Francisco, där den utgör en viktig infartsled norrifrån. California State Route 1 är samskyltad med U.S. Route 101 på delar av sträckan men viker av närmare kusten där Route 101 går längre inåt landet, medan den modernare vägen Interstate 5 löper öster om Route 101.

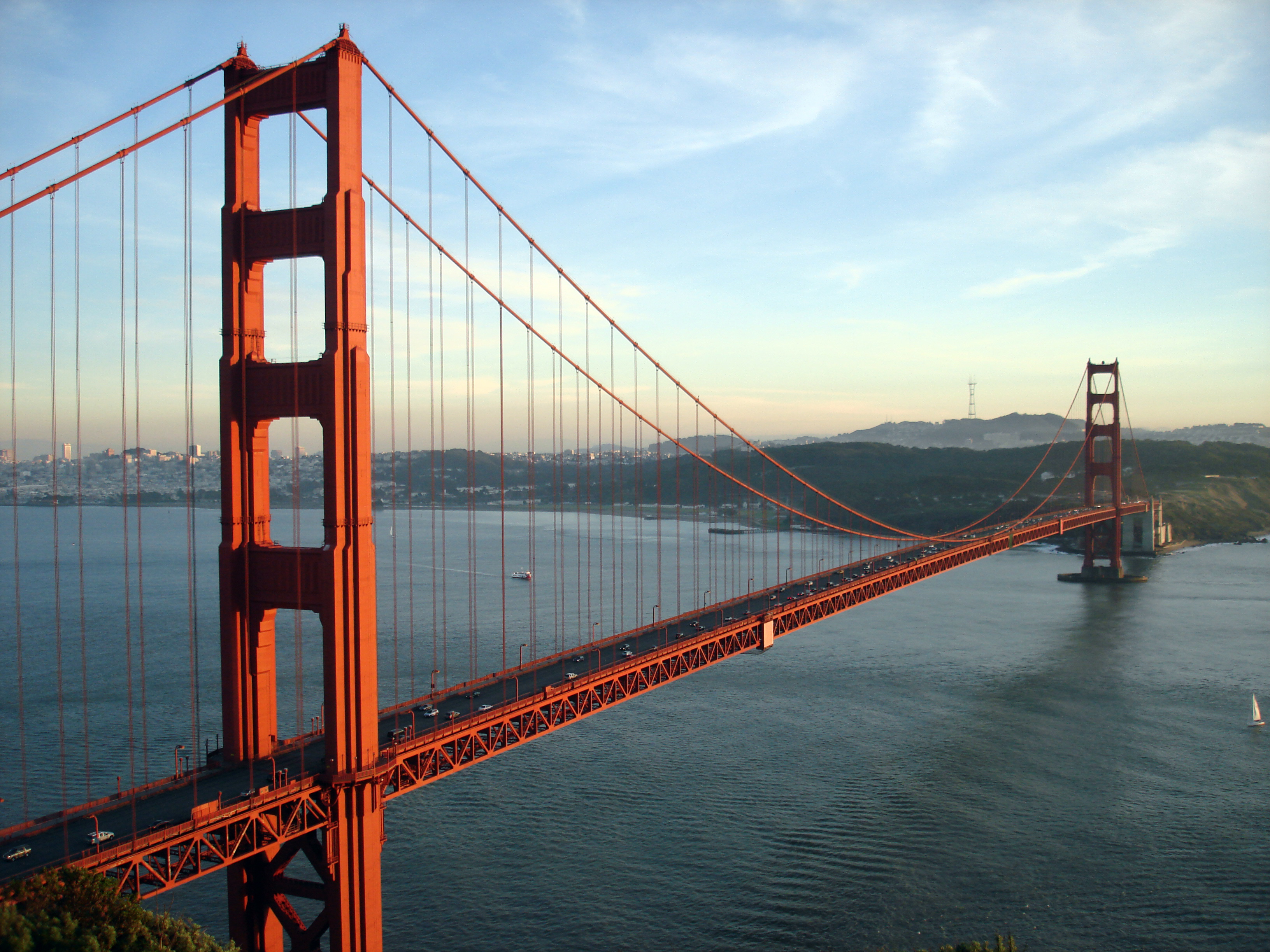
Golden Gate-bron